# Belpahar
Belpahar is een stad en “notified area” in het district Jharsuguda van de Indiase staat Odisha. 

## Demografie
Volgens de Indiase volkstelling van 2001 wonen er 32.807 mensen in Belpahar, waarvan 54% mannelijk en 46% vrouwelijk is. De plaats heeft een alfabetiseringsgraad van 70%. 